# São Pedro da Água Branca
São Pedro da Água Branca là một đô thị thuộc bang Maranhão, Brasil. Đô thị này có diện tích 720,492 km², dân số năm 2007 là 11066 người, mật độ 15,36 người/km².